# Chelydontops
Chelydontops es un género extinto de sinápsidos no mamíferos.